# كيوتاكا شيميزو
كيوتاكا شيميزو (باليابانية: 清水清隆؛ بالكانا: しみず きよたか) هو فنان قتال مختلط ياباني، ولد في 14 مارس 1984 في ايشيباشي (توتشيغي) في اليابان.

## وصلات خارجية
- كيوتاكا شيميزو على موقع شيردوغ (الإنجليزية)
- كيوتاكا شيميزو على موقع IMDb (الإنجليزية)